# 新潟県道54号中条紫雲寺線
新潟県道54号中条紫雲寺線（にいがたけんどう54ごう なかじょうしうんじせん）は、新潟県胎内市から新発田市に至る県道（主要地方道）である。

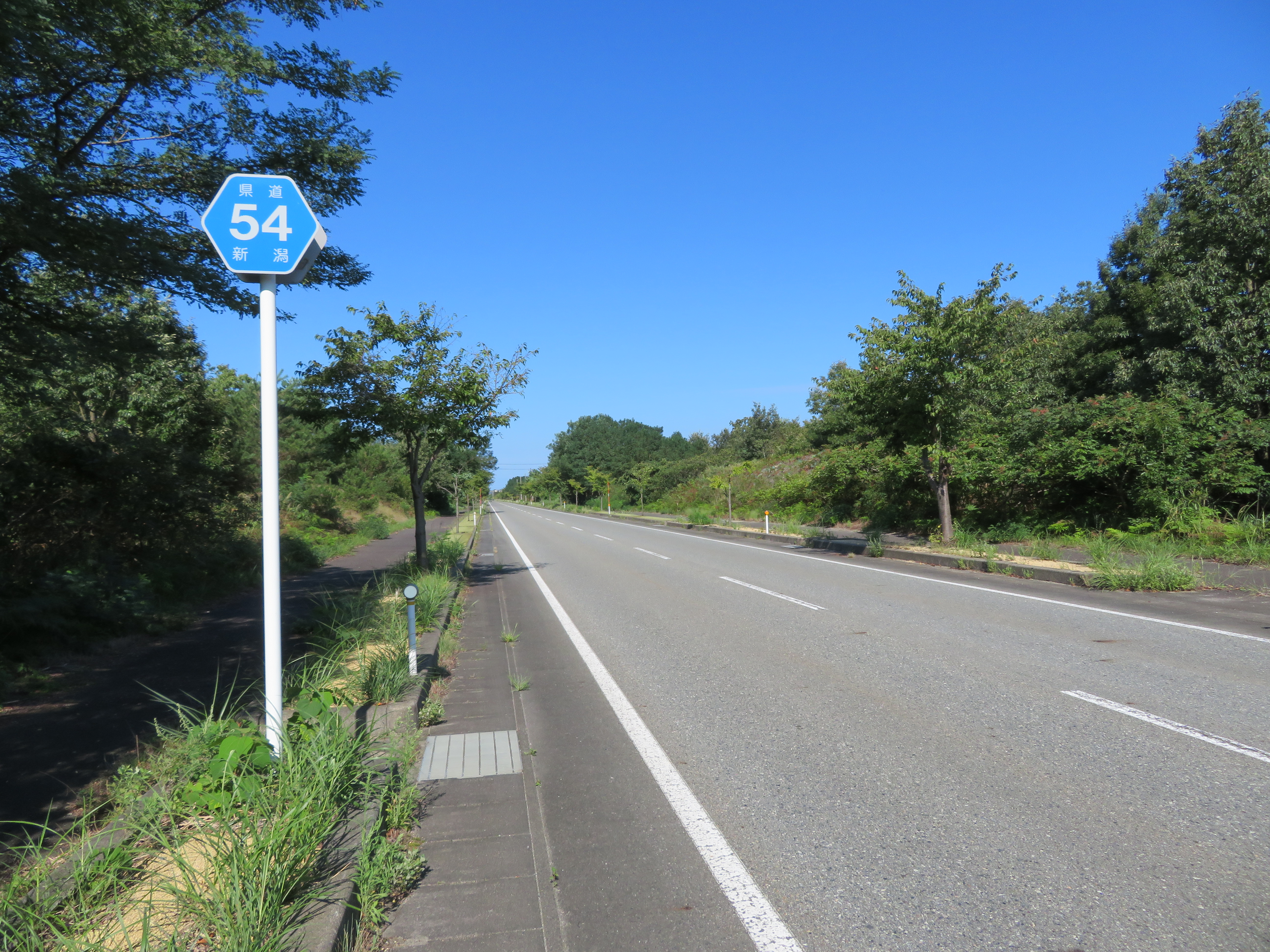
胎内市築地付近

## 概要

### 路線データ
- 実延長：7,529.4 m[1]
- 起点：新潟県胎内市水沢町（国道7号交点）
- 終点：新潟県新発田市藤塚浜字石山海岸（国道113号上・新潟県道21号新発田紫雲寺線交点）

## 歴史
- 1993年（平成5年）5月11日 - 建設省から、県道中条紫雲寺線が中条紫雲寺線として主要地方道に指定される[2]。

## 路線状況

### 重複区間
- 国道113号（胎内市村松浜 - 新発田市藤塚浜字石山海岸、終点）

## 地理

### 通過する自治体
- 胎内市
- 新発田市

### 交差する道路
- 国道7号（中条黒川バイパス）（星の宮交差点、起点）
- 新潟県道3号新潟新発田村上線（築地交差点）
- 国道113号（胎内市村松浜）
- 国道113号・新潟県道21号新発田紫雲寺線（新発田市藤塚浜字石山海岸・終点、国道113号上）

バイパス（中倉交差点 - 胎内市村松浜）
- 新潟県道3号新潟新発田村上線・新潟県道591号中条インター線（中倉交差点）【北緯38度2分41.5秒 東経139度20分53.9秒 / 北緯38.044861度 東経139.348306度】
- 新潟県道54号中条紫雲寺線（現道）（胎内市村松浜）

### 沿線の施設など
- JR羽越本線 中条駅
- 日本海東北自動車道 中条インターチェンジ
- 医療法人社団共生会 中条中央病院
- 胎内市立築地中学校
- 胎内市立胎内小学校
- 胎内市立築地小学校
- 新発田市立藤塚小学校
- 築地郵便局
- 藤塚浜郵便局
- 中条駅前簡易郵便局
- 村松浜簡易郵便局
- 水澤化学工業 中条工場
- ホクト 新潟きのこセンター
- 落堀川
- 村松浜海水浴場
- 藤塚浜海水浴場
- 新潟県立紫雲寺記念公園